# 서베이미터

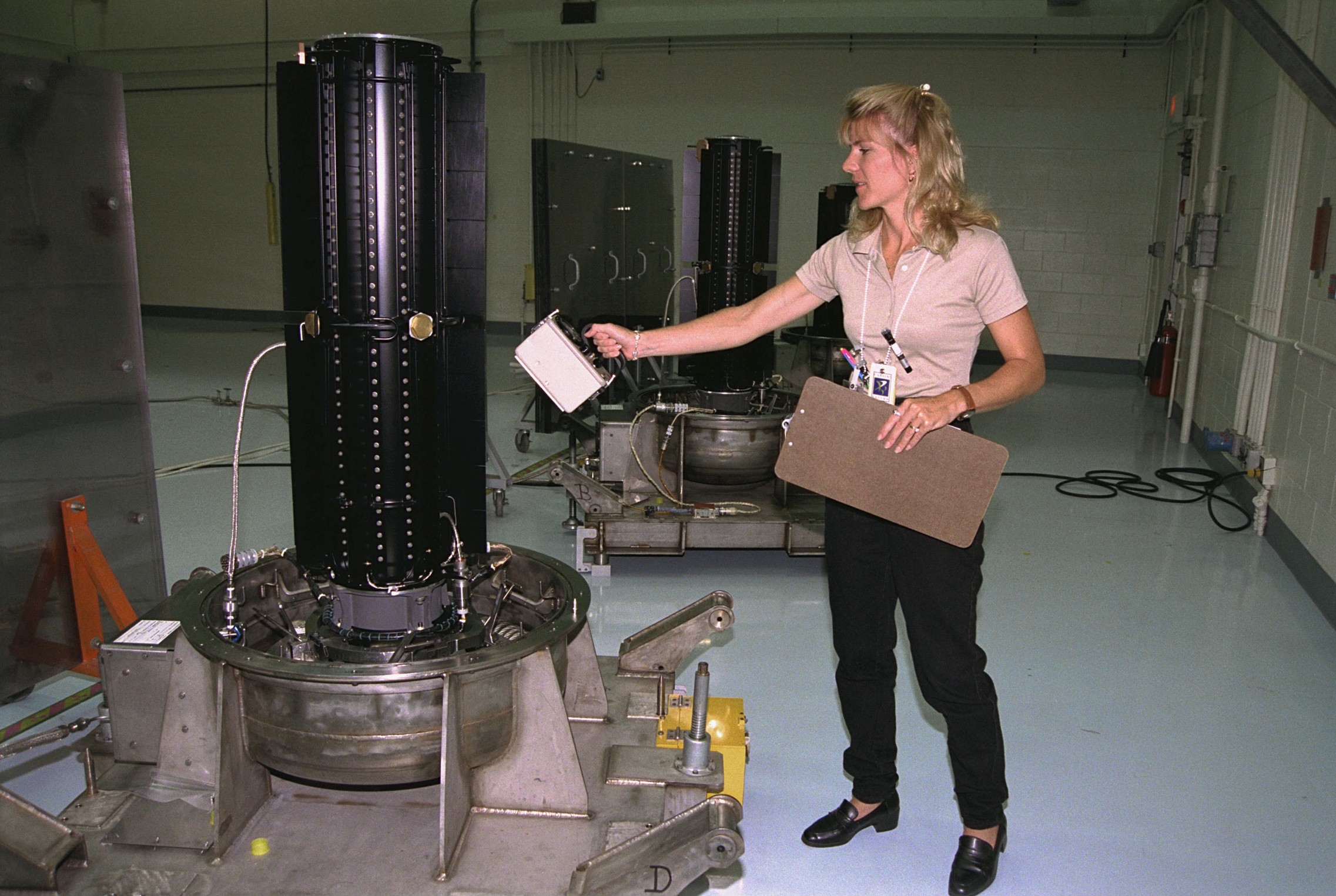
휴대용 이온 챔버 서베이미터

서베이미터(survey meter)는 방사능 보호에서 방사능 오염에 대해 개인, 장비, 환경 등을 검사하기 위해 사용되는 휴대용 이온화 방사선 측정기구이다. 가장 친숙한 방사능 측정 기구로서 널리 사용된다.
가장 흔히 사용되는 휴대용 서베이 미터는 신틸레이션 계수기이며 알파 입자, 베타 입자, 중성자 입자의 측정에 사용된다. 알파, 베타, 감마 레벨의 측정을 위해 가이거 계수기가 널리 사용된다. 베타, 감마 엑스선 측정을 위해 이온 챔버가 사용된다.

## 참고 자료
- Glenn F Knoll. Radiation Detection and Measurement, third edition 2000. John Wiley and sons, ISBN 0-471-07338-5.

Guidance on the Choice, Use and Maintenance ofHand-held Radiation Monitoring Equipment. 보관됨 2018-05-26 - 웨이백 머신 - National Radiation Protection Board - UK, May 2001.